# Château de Drulingen
Le château de Drulingen est une maison de maître monument historique situé à Drulingen, dans le département français du Bas-Rhin.

## Localisation
Ce bâtiment est situé au 39, rue du Général-Leclerc à Drulingen.

## Historique
L'édifice est construit en 1816, au retour des guerres napoléoniennes, pour Jean Schmidt (1775-1844), capitaine au 6e régiment de hussards.
La maison d'habitation, les dépendances (datées de 1818) et le pigeonnier font l'objet d'une inscription au titre des monuments historiques depuis le 16 juillet 1987.